# Swiss Open Gstaad 1990
Lo Swiss Open Gstaad 1990 è stato un torneo di tennis giocato sulla terra rossa. È la 76ª edizione dell'Swiss Open,che fa parte della categoria World Series nell'ambito dell'ATP Tour 1990. Si è giocato al Roy Emerson Arena di Gstaad in Svizzera, dal 9 al 15 luglio 1990.

## Campioni

### Singolare
Martín Jaite ha battuto in finale  Sergi Bruguera con il punteggio di 6–3, 6–7, 6–2, 6–2

### Doppio
Sergio Casal /  Emilio Sánchez hanno battuto in finale  Omar Camporese /  Javier Sánchez con il punteggio di 6–3, 3–6, 7–5